# Бекман, Яков Николаевич
Яков Николаевич Бекман (1836—1863) — российский революционный деятель, журналист.

## Биография
Родился 23 сентября (5 октября) 1836 года в городе Зеньков в семье мелких дворян. Среднее образование получил в Полтаве в кадетском корпусе и в гимназии, которую закончил 1855 году. Поступил в Харьковский университет. В 1856 году стал одним из основателей местного революционно демократического кружка — Харьковско-Киевского тайного общества. За организацию студенческих волнений в 1858 году был исключён из университета. Переехал в Киев, где в качестве вольнослушателя посещал Университет Св. Владимира. 
В 1859 году участвовал в создании воскресных школ, поддерживал П. Павлова. Со второй половины 1859 года был сотрудником газеты «Киевский телеграф», выступал с политическими обзорами.
В феврале 1860 года арестован по делу Харьковско-Киевского тайного общества; с 6 (18) февраля до 24 июня (6 июля) находился в Петропавловской крепости, после чего — в ссылке в Вологодской губернии. Там он стал членом общества «Земля и воля». Осенью 1862 года возвращён в Петропавловскую крепость, обвинен в «малороссийской пропаганде» и 31 декабря 1862 года (12 января 1863 года) административно выслан в Самару.
Умер 6 (18) октября 1863 года в Самарской губернии от лихорадки.